# Pavel Mang
Pavel Mang (sinh ngày 7 tháng 6 năm 1978 tại Praha) là một diễn viên điện ảnh Tiệp Khắc và Cộng hòa Séc.

## Tiểu sử và sự nghiệp

### Phim đã tham gia
- Gánh xiếc Humberto (1988)
- Třetí táta (1988)
- Jízda králů (1989)
- Sáňkování není povoleno (1988)
- Mưa kim cương (1990)
- O Janovi a podivuhodném příteli (1990)
- O Radkovi a Mileně (1990)
- Hledání v bílém obdélníku (1991)
- Stalingrad (1992)
- Konec básníků v Čechách (1993)
- Dick Whittington (1993)
- Arabela se vrací aneb Rumburak králem Říše pohádek (1993)
- Aneta (1995)
- Princ z pohádky (1995)
- Hospoda (1996)
- O mrňavém obrovi (1996)